# RPG-43手榴弾

RPG-43手榴弾（露：РПГ-43）は、1943年にソビエト連邦で開発された対戦車手榴弾（対戦車擲弾）。

## 概要
第二次世界大戦（大祖国戦争）で使用され、第二次大戦後にはワルシャワ条約機構軍やソ連の友好国も使用した。
炸薬の爆発力で目標を破壊するRPG-40手榴弾では、V号戦車パンターやVI号戦車ティーガーIといったドイツ軍が使用する戦車には威力不足だったため、弾頭は成形炸薬弾になっている。装甲貫通力は、RHAで約75mm。投擲後、円筒形の弾頭はばねで押し出され、弾頭後部に取り付けられた細長い布で姿勢を垂直に保つようになっていた。

## 諸元
- 重量：1,200g
- 直径：95mm
- 全長：300mm
- 炸薬：TNT
- 炸薬重量：610g
- 信管：遅延信管

## 参考資料
- Andrzej Ciepliński, Ryszard Woźniak: Encyklopedia współczesnej broni palnej(od połowy XIX wieku). Warszawa: Wydawnictwo WiS, 1994. ISBN 83-86028-01-7.